# Chiến tranh Algérie
Chiến tranh Algérie hay còn được gọi là Chiến tranh giành độc lập Algérie hoặc là Cách mạng Algérie (tiếng Ả Rập: الثورة الجزائرية Ath-Thawra Al-Jazā'iriyya; tiếng Pháp: Guerre d'Algérie, "Chiến tranh Algérie") là một cuộc chiến tranh giữa Pháp và các lực lượng đòi độc lập cho Algérie, diễn ra từ năm 1954 đến năm 1962, kết quả là Algérie đã giành độc lập từ Pháp. Đây là một cuộc chiến tranh tổng hợp, là điển hình của hình thức chiến tranh du kích, khủng bố dân thường và tra tấn từ cả hai bên, và các hoạt động chống khủng bố của quân đội Pháp. Đây thực chất cũng là một cuộc nội chiến giữa những người Algérie trung thành với Pháp và những người Algérie Hồi giáo muốn độc lập. Bắt đầu vào ngày 1 tháng 11 năm 1954 với việc Mặt trận Giải phóng Quốc gia (National Liberation Front-FLN) thực hiện vụ tấn công Toussaint Rouge ("lễ Các Thánh đỏ"), cuộc xung đột đã dẫn đến các cuộc khủng hoảng chính trị nghiêm trọng ở Pháp, khiến Đệ tứ Cộng hòa Pháp (1946-1958) sụp đổ và được thay thế bằng Đệ ngũ Cộng hòa Pháp với quyền lực tổng thống được tăng cường. Quân đội Pháp đã sử dụng các phương pháp tàn bạo nên đã không chiếm được sự hợp tác ở Algeria, đồng thời cũng không giành được sự ủng hộ ở chính mẫu quốc Pháp và làm mất uy tín của Pháp ở hải ngoại. Khi chiến tranh kéo dài, công chúng Pháp dần dần chống lại cuộc chiến và nhiều đồng minh quan trọng của Pháp, bao gồm cả Hoa Kỳ, đã chuyển từ ủng hộ Pháp sang bỏ phiếu trắng trong cuộc tranh luận của Liên Hợp Quốc về Algeria.
Sau các cuộc biểu tình lớn ở Algiers và một số thành phố khác ủng hộ độc lập (1960) và một nghị quyết của Liên Hợp Quốc công nhận quyền độc lập, Charles de Gaulle, Tổng Thống đầu tiên của Đệ ngũ Cộng hòa, quyết định mở một loạt các cuộc đàm phán với FLN. Những điều này đã kết thúc bằng việc ký kết Hiệp định Évian vào tháng 3/1962. Một cuộc trưng cầu dân ý diễn ra vào ngày 8 tháng 4 năm 1962 để cử tri Pháp phê chuẩn Hiệp định Évian. Kết quả cuối cùng là 91% ủng hộ việc phê chuẩn thỏa thuận này và vào ngày 1 tháng 7, Hiệp định đã được trưng cầu dân ý lần thứ hai tại Algeria, nơi 99.72% đã bỏ phiếu cho độc lập và chỉ 0.28% chống.
Việc rút quân theo kế hoạch của Pháp đã dẫn đến một cuộc khủng hoảng nhà nước. Điều này bao gồm nhiều nỗ lực ám sát khác nhau của de Gaulle cũng như một số nỗ lực đảo chính quân sự. Hầu hết được thực hiện bởi Tổ chức Quân đội Bí mật (OAS), một tổ chức ngầm được thành lập chủ yếu từ các quân nhân Pháp hỗ trợ một Algeria thuộc Pháp, đã thực hiện một số lượng lớn các vụ đánh bom và giết người ở Algeria và ở mẫu quốc để ngăn chặn kế hoạch độc lập.
Sau khi giành được độc lập vào năm 1962, 900,000 người Algeria gốc Âu (Pieds-noirs) đã trốn sang Pháp trong vòng vài tháng vì sợ FLN trả thù. Chính phủ Pháp đã không chuẩn bị để nhận một số lượng lớn người tị nạn như vậy, gây ra tình trạng hỗn loạn ở Pháp. Phần lớn người Hồi giáo Algeria từng làm việc cho người Pháp đã bị tước vũ khí và bị bỏ lại phía sau, vì hiệp định giữa Pháp và Algeria tuyên bố rằng không có hành động nào có thể chống lại họ. Tuy nhiên, Harki nói riêng, đã từng là phụ trợ với quân đội Pháp, được coi là kẻ phản bội và nhiều người đã bị sát hại bởi các FLN hoặc bởi đám đông không đưa ra xét xử, thường sau khi bị bắt cóc và tra tấn.:537 Khoảng 90,000 người đã trốn sang Pháp, một số với sự giúp đỡ từ các sĩ quan Pháp đã hành động chống lại mệnh lệnh, và ngày nay họ và con cháu của họ tạo thành một phần đáng kể của dân số Algeria-Pháp.

## Tên gọi
Thuật ngữ được Pháp sử dụng vào thời điểm đó là "sự kiện Algeria", mặc dù cụm từ "Chiến tranh Algeria" được sử dụng phổ biến hơn. Thuật ngữ "Hoạt động thực thi pháp luật ở Algeria" cũng được sử dụng. Thuật ngữ "Chiến tranh Algeria" không được chính thức áp dụng ở Pháp cho đến ngày 18 tháng 10 năm 1999.

## Tóm tắt
Chiến tranh Algeria là một phần phong trào phi thực dân hóa có ảnh hưởng đến các đế quốc phương Tây sau Thế chiến thứ hai. Đó là một phần cuộc đấu tranh chống chủ nghĩa đế quốc dẫn đến việc kết thúc ảnh hưởng xã hội đôi khi mang tính đối kháng của Algeria thuộc Pháp.
Cuộc chiến chủ yếu là đối đầu giữa Mặt trận giải phóng dân tộc (FLN), mặt trận nổi dậy và quân đội vũ trang  Quân đội Giải phóng Quốc gia (ALN, gồm các mujahedin, quân nhân, moussebil, v.v.), chống lại quân đội Pháp (bao gồm các đội quân tinh nhuệ (lính dù, lính lê dương), lính goumier Maroc cho đến năm 1956, Hiến binh cơ động, CRS, lính nghĩa vụ hoặc lực lượng Hối giáo hỗ trợ).
Từ năm 1954 đến năm 1962, 1,101,580 lính nghĩa vụ và 317,545 quân nhân tại ngũ (1,419,125 binh sĩ) đã được gửi đến Algeria. Hơn nữa, theo Jacques Frémeaux, vào cuối năm 1960, có tới 200,000 người Hồi giáo Algeria (50,000 quân chính quy và 150,000 quân hỗ trợ) đã chiến đấu bên phía Pháp cùng lúc, "nhiều hơn những gì ALN đưa ra". Theo Charles-Robert Ageron, những con số "thổi phồng" khác được đưa ra nhằm mục đích tuyên truyền.
Cuộc xung đột tăng gấp đôi như một cuộc chiến tranh dân sự và ý thức hệ trong hai cộng đồng, làm nảy sinh các làn sóng tấn công, ám sát và thảm sát liên tiếp trên cả hai bờ Biển Địa Trung Hải. Về phía Algeria, dẫn đến một cuộc tranh giành quyền lực trong đó FLN giành chiến thắng trước các đảng đối địch Algeria, đặc biệt là Phong trào Quốc gia Algeria (MNA), và một chiến dịch đàn áp những người Algeria thân Pháp ủng hộ sự gắn kết của Algeria với Cộng hòa Pháp. Về phía Pháp, chiến tranh cũng làm nảy sinh sự đối đầu giữa một thiểu số phản đối việc tiếp tục chiến tranh (Những người theo chủ nghĩa tự do của Algeria, phong trào hòa bình), thiểu số thứ hai ủng hộ độc lập ("những người vận chuyển vali" của mạng lưới Jeanson, Đảng Cộng sản Algeria), và thiểu số thứ ba ủng hộ việc duy trì Algeria thuộc Pháp (Mặt trận Algeria thuộc Pháp (FAF), Quốc gia Trẻ, Tổ chức Quân đội Bí mật (OAS)).
Chiến tranh kết thúc với sự công nhận nền độc lập của Algeria vào ngày 3 tháng 7 năm 1962, trong bài phát biểu trên truyền hình của Tướng de Gaulle sau cuộc trưng cầu dân ý ngày 1 tháng 7 về quyền tự quyết được quy định trong Hiệp định Évian ngày 18 tháng 3 năm 1962, sự ra đời của Cộng hòa Dân chủ Nhân dân Algeria vào ngày 25 tháng 9, và cuộc di cư của một bộ phận lớn người Pied-Noir (một triệu người).

## Bối cảnh

### Pháp xâm lược Algérie
Lấy cớ người Algérie không tôn trọng quan tổng tài Pháp, Pháp đã xâm chiếm Algiers năm 1830. Cuộc xâm lược đẫm máu của Pháp được Thống chế Thomas Robert Bugeaud, sau này là toàn quyền Pháp đầu tiên ở Algérie, chỉ huy. Nhằm làm suy yếu Dey (tiếng Ả Rập: داي, tiếng Thổ: Dayı) (chế độ nhiếp chính ở Algérie thuộc Ottoman khi đó), quân Pháp đã áp dụng chính sách tiêu thổ, bao gồm cả thảm sát, cưỡng hiếp quy mô lớn và những tội ác khác. Đồng tình với phương pháp của Bugeaud, nhà tư tưởng theo chủ nghĩa tự do Alexis de Tocqueville đã tuyên bố: "Chiến tranh ở châu Phi là một ngành khoa học. Mọi người đều quen với các nguyên tắc của nó và mọi người có thể áp dụng những nguyên tắc đó và gần như chắc chắn thành công. Một trong những đóng góp vĩ đại nhất mà Thống chế Bugeaud đã dâng hiến cho đất nước của mình là đã mở rộng, hoàn thiện và khiến cho mọi người nhận ra ngành khoa học mới mẻ này."
Năm 1834, Algérie trở thành một thuộc địa quân sự của Pháp. Năm 1848, thông qua Hiến pháp 1848 của Pháp, Algérie được tuyên bố trở thành một phần không thể tách rời của lãnh thổ Pháp và được chia thành ba tỉnh: Algiers, Oran và Constantine. Từ đó, nhiều người Pháp và nhiều người từ các nước châu Âu khác (Tây Ban Nha, Italy, Malta,...) đã đến Algérie định cư.
Pháp áp dụng một loạt các chính sách thuộc địa hóa Algérie, khiến cho dân số giảm đáng kể theo nhà nghiên cứu và nhà nhân khẩu học Kamel Kateb: Năm 1872, với 2,1 triệu người được thống kê, dân số bản địa thấp hơn so với năm 1856 (2,3 triệu), 1861 (2,7 triệu) và 1866 (2,6 triệu), thể hiện mức giảm hàng năm là -3,6%. Sự suy giảm này là đặc biệt do nạn đói thực hiện bởi chính quyền thuộc địa, mà còn về sự xuất hiện các căn bệnh châu Âu chưa từng được biết đến ở Bắc Phi, cũng như các vụ thảm sát và giết người khác nhau xảy ra trong thời kỳ thuộc địa hóa các vùng lãnh thổ Algérie.
Dân số Algérie được chia thành hai loại riêng biệt, chịu tình trạng pháp lý bất bình đẳng bắt nguồn từ Sắc lệnh Thượng viện Pháp ngày 14 tháng 7 năm 1865: một mặt, một triệu người châu Âu, công dân Pháp theo luật hộ tịch nói chung (sau này được gọi là "pied-Noir") đã định cư ở Algeria, thường trong nhiều thế hệ và là người có liên quan đến người Do Thái bản địa (ngoại trừ giai đoạn quy chế của người Do Thái từ năm 1940 đến năm 1943 với việc bãi bỏ của sắc lệnh Crémieux), và, mặt khác, gần chín triệu người Algérie, thần dân Pháp có tư cách cá nhân theo luật địa phương (được gọi là "người Hồi giáo" hoặc "người bản xứ") không có quốc tịch Pháp và các quyền bị hạn chế.
Trong khi công dân Pháp được hưởng các quyền và nghĩa vụ giống hệt như đồng bào của họ ở chính quốc Pháp, thì thần dân Algérie, những người phải chịu các nghĩa vụ tương tự (đặc biệt, họ có thể được huy động theo nghĩa vụ), đã bị tước đi một phần quyền công dân (chỉ được bỏ phiếu ở Cử tri đoàn thứ hai, nơi cần chín phiếu bầu để ngang bằng với phiếu bầu của một cử tri ở Cử tri đoàn thứ nhất).

### Giữa hai cuộc chiến tranh
Trong Chiến tranh thế giới thứ nhất và Chiến tranh thế giới thứ hai, Algérie đóng vai trò quan trọng. Đây vốn là nơi cung cấp người và khí tài quân sự cho Pháp trong cả hai cuộc chiến. Nhiều người Algérie tham chiến cho quân đội Pháp và là lực lượng trọng điểm cho người Pháp trong nhiều trận đánh. Algérie chính là xứ Bắc Phi còn lại được giải phóng trong Thế chiến II, nhưng thay vì giấc mơ độc lập sớm, Hoa Kỳ và Anh lại trao nó lại cho Pháp, gây nên xích mích sau này.

### Tác động từ Việt Nam
Chiến tranh Đông Dương bùng nổ đã khiến Pháp phải huy động một lực lượng lớn binh sĩ tham chiến tại Đông Dương, trong đó, Algérie và Maroc là hai quốc gia đóng góp nhiều người nhất. Tuy nhiên, trong khoảng thời gian gần 10 năm tham chiến, những người lính Algérie đã bị tác động mạnh bởi tinh thần ái quốc của người dân Việt Nam, khiến nhiều binh lính Hồi giáo nảy sinh ý định nổi loạn như vậy sau khi về nước. Sự tham chiến của những binh lính Algérie cũng làm giới chức Pháp lo ngại, do thái độ gần như cộng tác với phe Việt Minh về mặt tình cảm của họ. Điều này hoàn toàn khác biệt với người lính Maroc, vốn khá trung thành với Pháp và gần như không có sự ủng hộ nào cho Việt Nam. Ngoài ra, việc người Pháp không trọng dụng lính Algérie mà thay vào đó sử dụng binh sĩ Maroc để chống Việt Minh càng khiến cho sự rạn nứt giữa người Pháp và Algérie lên cao.
Tại Algérie, những diễn biến bất lợi liên tiếp của quân đội Pháp càng khiến nhiều người dân địa phương chán ghét sự cai trị của Pháp. Nhiều người thậm chí còn công khai lên tiếng ủng hộ Việt Minh và Hồ Chí Minh khi cần. Tại thủ đô Algiers, một số tu sĩ Hồi giáo (Imam) đã kêu gọi mở "trưng cầu dân ý" và đòi quyền tự trị.

#### Điện Biên Phủ - ngọn lửa châm ngòi chiến sự
Năm 1954, Trận Điện Biên Phủ giữa Pháp và Việt Nam bùng nổ và kéo dài trong hai tháng đẫm máu. Mặc dù Điện Biên Phủ được xây kiên cố và được phòng thủ ngặt nghèo, tuy nhiên với việc thiếu đường tiếp liệu và thua kém đối phương về chiến lược, chiến thuật, người Pháp đã thất thủ vào ngày 7 tháng 5 năm 1954. Sự kiện này gây ra cú sốc lớn, khi lần đầu tiên quân đội một nước thuộc địa đánh bại quân đội thực dân thiện chiến. Điều này dẫn tới Hội nghị Genève, mà tại đó, Việt Nam, cùng Lào và Campuchia, được coi như là các nước độc lập.
Tại Algérie, thất bại nhục nhã của Pháp ở Điện Biên Phủ đã làm thổi bùng sự phẫn nộ của người dân về sự cai trị của Pháp. Nhiều người Algérie lấy Việt Nam như một hình mẫu để kháng lại. Tác động của trận Điện Biên Phủ đã khiến nhiều thuộc địa Pháp tại châu Phi rập rình tham vọng độc lập, mà Algérie chịu tác động mạnh nhất. Tại Algiers, nhiều người Algérie đã kêu gọi sự ủng hộ với một nền độc lập và xóa sổ sự cai trị của Pháp tại đây.
Chính Chủ tịch Hồ Chí Minh sau này cũng thể hiện sự ủng hộ với người dân Algérie.

## Chiến sự
Cuối tháng 10 năm 1954, một nhóm thanh niên Hồi giáo người Algérie đã lập nên FLN, một tổ chức du kích với mục đích giành lại độc lập từ Pháp. Họ tổ chức một số cuộc nổi dậy đẫm máu trong những năm sau đó, và đến năm 1956, FLN đã gần như tràn ngập khắp các thành phố thuộc địa, nơi ở của khá đông người châu Âu đến cai trị. Ở Pháp, chính quyền mới của Thủ tướng Guy Mollet hứa hẹn sẽ dập tắt cuộc nổi loạn Hồi giáo này và gửi 50 vạn quân Pháp đến để nghiền nát FLN.
Để cô lập phiến quân và khu vực hoạt động của họ, Pháp cho phép Tunisia và Morocco được độc lập, và biên giới của họ với Algérie được quân sự hóa bằng dây kẽm gai và hàng rào điện. Khi các nhà lãnh đạo FLN cố gắng tới Tunisia hồi tháng 10 năm 1956 để thảo luận về Chiến tranh Algérie, quân đội Pháp đã làm trệch hành trình bay và bắt giữ họ. Để đáp trả, FLN phát động một chiến dịch khủng bố mới ở thủ đô Algiers. Đại tướng Jacques Massu, chỉ huy lực lượng lính dù của Pháp, đã được trao quyền hạn đặc biệt để hoạt động trong thành phố, và bằng cách tra tấn và ám sát, sự hiện diện của FLN ở Algiers đã hoàn toàn biến mất. Đến cuối năm 1957, phiến quân bị đẩy lùi về khu vực nông thôn, và dường như tình thế đã đổi chiều trong Chiến tranh Algérie.
Tuy nhiên, đến tháng 5 năm 1958, một cuộc khủng hoảng mới bắt đầu khi những người châu Âu ở Algérie phát động một cuộc biểu tình lớn nhằm kêu gọi sáp nhập Algérie vào Pháp và cho sự trở lại nắm quyền của cựu Tổng thống Charles de Gaulle. Ở Pháp, dư luận đã chia thành hai phe tách biệt về vấn đề Chiến tranh Algérie, và rất nhiều người lo ngại nước này đang đứng trên bờ vực của một cuộc nổi dậy của quân đội hay nội chiến. Ngày 1 tháng 6, de Gaulle, cựu Thủ tướng Pháp sau Thế chiến II, được Quốc hội tái bổ nhiệm làm thủ tướng và được ủy quyền soạn thảo một bản hiến pháp mới.
Ít ngày sau khi trở lại nắm quyền, de Gaulle đến thăm Algiers, và dù đã được những người châu Âu ở Algérie chào đón nồng nhiệt, ông lại không mấy nhiệt tình với vấn đề sáp nhập Algérie. Thay vào đó, ông trao cho người Hồi giáo mọi quyền lợi như của công dân Pháp, và vào năm 1959, ông công khai tuyên bố rằng người Algérie có quyền tự quyết định tương lai của chính họ. Trong hai năm sau đó, bạo lực đẫm máu nhất ở Algérie chủ yếu là do những người châu Âu ở Algérie, chứ không phải do FLN gây ra, nhưng những cuộc khởi nghĩa và khủng bố rải rác đã không ngăn được Pháp và Chính phủ lâm thời do FLN đứng đầu của Cộng hòa Algérie mở ra những cuộc đàm phán hòa bình năm 1961.
Ngày 16 tháng 3 năm 1962, một thỏa thuận hòa bình được ký tại Evian-les-Bains, Pháp, hứa hẹn trả lại độc lập cho Algérie sau một cuộc trưng cầu dân ý về vấn đề này. Pháp sẽ tiếp tục viện trợ, và người châu Âu có thể hồi hương, tiếp tục ở lại với tư cách người nước ngoài ở Algérie, hoặc nhận quốc tịch Algérie. Ngày 1 tháng 7 năm 1962, đa số người Algérie chấp nhận thỏa thuận hòa bình, và gần 1 triệu người châu Âu ở Algérie đã rời bỏ đất nước này. Hơn 10 vạn chiến binh Hồi giáo và 10 ngàn binh sĩ Pháp đã thiệt mạng trong cuộc Chiến tranh Algérie kéo dài 7 năm, chưa kể đến hàng ngàn thường dân Hồi giáo và hàng trăm thường dân châu Âu khác.
Ngày 18 tháng 3 năm 1962, Pháp và các nhà lãnh đạo của Mặt trận Giải phóng Quốc gia Algérie (FLN) đã ký một thỏa thuận hòa bình nhằm chấm dứt cuộc Chiến tranh Algérie kéo dài 7 năm, kết thúc 130 năm Pháp đô hộ Algérie.